# Mogera tokudae
Mogera tokudae — вид ссавців родини кротових (Talpidae). Це ендемік острова Садо, Японія. Він присутній у різноманітних середовищах існування, включаючи помірні ліси, чагарники, луки та оброблені поля.

## Загрози й охорона
Вид переважно зустрічається на алювіальній рівнині з глибоким ґрунтом, де сільськогосподарська рекультивація була проведена з 1970-х років, і, як наслідок, середовища, які до вподоби виду, зменшилися. Зміна середовища проживання триває, але наразі темпи сповільнюються. Тому очікується, що популяція стабілізується, хоча наразі вона скорочується. На відміну від ситуації з Mogera etigo, тут немає конкурентів, і тому вид, ймовірно, не занепадає.
З жодних охоронних територій не зареєстровано. У японському Червоному списку (2007) він занесений до категорії NT.